# Mr. Good Times
Mr. Good Times è il quarto album in studio del cantautore statunitense Jace Everett, pubblicato il 19 settembre 2011 dall'etichetta Hump Head.

## Tracce

### Edizione standard
1. Great American Hero
2. The Drugs Aren’t Getting It Done
3. Business Is Booming
4. Let’s Begin Again
5. God Made You Mean
6. Nothing
7. Good Times
8. Angry, Hostile, Ugly
9. Don’t Look Down
10. Tricky Thing
11. Autumn